# Ernst Hellinger
Ernst David Hellinger (30 septembre 1883 - 28 mars 1950) est un mathématicien allemand.

## Premières années
Ernst Hellinger est né le 30 septembre 1883 à Striegau, Silésie, Allemagne (aujourd'hui Strzegom, Pologne) d'Emil et Julie Hellinger. Il grandit à Breslau, fréquente l'école et y est diplômé du Gymnasium en 1902. Lorsqu'il étudie au Gymnasium, il est fasciné par les mathématiques, grâce aux excellents professeurs de mathématiques de l'école.

## Carrière académique
Après avoir obtenu son diplôme du Gymnasium, Ernst Hellinger entre à l'Université de Heidelberg, mais n'y termine pas ses études. Après Heidelberg, il étudie à l'université de Breslau, avant de terminer son doctorat à l'université de Göttingen en 1907 avec une thèse intitulée Die Orthogonalinvarianten quadratischer Formen von unendlich vielen Variablen. À Göttingen, il travaille avec David Hilbert, l'un des mathématiciens les plus influents du XXe siècle.
Hellinger enseigne à l'Université de Göttingen (1907-1909), à l'Université de Marbourg (1909-1914) et à l'Université de Francfort (1914-1935).
Adolf Hitler arrive au pouvoir en Allemagne en 1933, et pendant qu'ils sont au pouvoir, les nazis expulsent plusieurs scientifiques et mathématiciens juifs des universités allemandes. La famille de Hellinger est juive et il est renvoyé de la faculté de l'Université de Francfort en 1936.

## Dernières années
Le 13 novembre 1938, Hellinger est arrêté, emmené à la Festhalle, puis incarcéré au camp de concentration de Dachau. Cependant, ses amis trouvent un emploi temporaire pour Hellinger à l'Université Northwestern à Evanston, Illinois aux États-Unis. Il est libéré du camp de Dachau au bout de six semaines, à condition qu'il émigre immédiatement.
Il rejoint la faculté de l'Université Northwestern en tant que chargé de cours en mathématiques en 1939. Il devient citoyen américain en 1944. Promu professeur en 1945, il devient émérite en 1949. Il est décédé le 28 mars 1950 à Chicago.

## Contributions aux mathématiques
Ernst Hellinger étudie les équations intégrales, le système infini d'équations, les fonctions réelles et les fractions continues. Un type d'intégrale qu'il introduit dans sa thèse est connu sous le nom de "l'intégrale de Hellinger ", utilisée pour définir la distance de Hellinger. La distance Hellinger est utilisée pour traiter le langage naturel et apprendre les intégrations de mots. De plus, la théorie de Hilbert-Hellinger des formes dans une infinité de variables influence profondément l'analyse mathématique.